# Союз 1
„Союз 1“ е първият пилотиран космически кораб от серията „Союз“ от Космическата програма на СССР. Изведен е в орбита на 23 април 1967 г. На борда му е лятял един космонавт – Героят на Съветския съюз, инженер-полковник Владимир Михайлович Комаров, който загива по време на кацането на спускаемия апарат на кораба на 24 април 1967 г.

## Екипаж
Подготвени са три екипажа от по един космонавт:
- Основен: Владимир Комаров
- Дублиращ: Юрий Гагарин
- Резервен: Георгий Береговой

## Параметри на мисията
- Апогей: 223 км
- Перигей: 197 км
- Наклон: 50,8°
- Период: 88,7 минути
- Маса: 6450 кг

## Предистория
Союз 1 е първият пилотиран полет на първото поколение на кораба „Союз“ – Союз 7К-ОК и ракетата „Союз“, проектирани като част от съветската лунна програма. Това е първият съветски пилотиран космически полет след над две години пауза, и първият съветски пилотиран полет след смъртта на главния конструктор на съветската космическа програма академик Сергей Корольов.
Комаров излита със Союз 1, въпреки неуспехите на предишните безпилотни тестове на модификацията „Союз 7К-ОК“ – Космос 133 и Космос 140. Третият опит е прекратен поради задействане на системата за аварийно спасяване, която успешно извежда космическия кораб на безопасно разстояние. Преди изстрелването на Союз 1 инженерите докладват над 200 недостатъка на кораба и ракетата-носител, но поради политически натиск от ръководството на страната това е оставено без внимание.  Ръководството на СССР и космическата индустрия са били недоволни от факта, че през предходните две години в СССР няма нито един пилотиран полет (след ранното прекратяване на рисковата и неперспективна програма „Восход“), докато САЩ от март 1965 г. до ноември 1966 г. провежда десет пилотирани полета по програма „Джемини“, като за първи път в света извършва орбитални маневри, сближение на кораби и орбитално скачване, поставяйки рекорди за продължителността и височината на пилотиран полет, както и продължителността на излизането на човек в открит космос. От друга страна, ръководството на космическата програма след смъртта на Сергей Корольов (на 14 януари 1966 г.) е имало явно недостатъчен авторитет пред политическото ръководство на СССР да организира решението за продължаване на фината настройка на недоработените космически кораби в автоматичен режим. Освен това тестовите полети на Союз са били полезни за подготовката на съветската лунна програма, при която лунно-облитащият кораб Л1 „Зонд“ и лунният орбитален кораб-модул (ЛОК) на експедиционния комплекс Л3 са обединени с корабите „Союз“, а ЛОК и лунните кацащи кораби-модули от комплекса Л3 също са използвали скачване с прехвърляне на член на екипажа в открития космос.
На следващия ден е планирано да се изстреля втори кораб с космонавтите Валери Биковски, Евгений Хрунов и Алексей Елисеев. Предвидено е последните двама да преминат от единия в другия кораб през откритото космическо пространство.

## Описание на полета

### Изстрелване и проблеми
„Союз 1“ е изстрелян на 23 април 1967 г. в 00:32 ч. UTC от космодрума Байконур, с което Комаров става първият съветски космонавт, летял в космоса два пъти. За изстрелването е съобщено след една обиколка около Земята, в 02:00 ч. като са указани орбиталните параметри (Т = 88,6 мин, 201 – 224 км, 51,6 градуса) и три честоти на предаване на къси вълни: 15,008 MHz, 18,035 MHz, 20,008 MHz. Проблемите започват малко след старта, когато единият ляв слънчев панел не успява да се разтвори, което намалява значително захранването и води до недостиг на мощност за системите на космическия кораб. Оценка показва, че от слънчевите панели се получава само около 20 – 25 % от очакваната мощност. Неуспехът да се разположи един слънчев панел повлиява на комуникациите и други функции: термичен контрол, комуникации и контрол на местоположението. Всеки слънчев панел е оборудван с U-образна телеметрична антена. Тези антени вероятно са смързани паралелно чрез диплексер, за да осигурят всепосочно покритие. Когато един слънчев панел не се задейства, една от тези антени остава сгъната и това причинява голяма пролука в пространственото покритие на антените, несиметрична диаграма на насоченост на антенната система като цяло, която вероятно дава периодично предаване и приемане с наземните станции.
Сутринта на 23 април 1967 г. Радио Москва излъчва специална програма за полета, включваща запис на разговор между космонавта и наземния контрол. Два отчета за напредъка на полета са издадени от ТАСС в 05:00 и 08:00 ч., казвайки, че всичко е наред. Последният доклад казва, че космонавтът ще почива от 10:30 ч. до 18:20 ч., докато космическият кораб е извън обсега на съветските проследяващи станции. Анализът на орбиталните данни показва, че „Союз 1“ е дошъл над хоризонта в далечната източна станция за проследяване в Усурийск в 18:15 ч. Опитите за радиопроследяване от обсерваторията в Берлин на 15,008 MHz и 20,008 MHz са неуспешни. Имат само гласови приемания на 18,035 MHz три пъти: около 03:40, 05:10 и 09:46 ч., като гласът на Комаров се чува само на второто от тях, когато траекторията на полета е най-близо до Берлин. Комаров спокойно докладва, че късовълновите комуникации не работят. Обсерваторията използва 3-елементна управляема директорна антена (Yagi антена) за високочестотно приемане.
Допълнителни проблеми създават и датчиците за ориентиране на кораба: сензор за земя, йонен сензор, сензор за слънце, жироскопи. Комаров изпитва сериозни проблеми със системата за контрол на височината и режимите за контрол на позицията (орбитално, инерционно задържане, по слънцето и ръчно). При навлизане в орбита слънчевият сензор на корабите беше неработещ – вероятно поради замърсяване от изпускателните тръби. Така че режимът за ориентация по слънцето е труден за постигане. Защо това не може да се направи с ръчно управление и сензора не е обяснено. На петата обиколка Комаров се опитва да използва перископа и земния хоризонт, за да ориентира космическия кораб. Така че, изглежда първата стъпка на Комаров е опит да постигне орбитален режим на ориентация. Защо е опитал този режим, когато наистина е имал нужда от режим на ориентация по слънцето, е трудно да се разбере. Може би защото влизането в режим на ориентация по слънцето винаги е зависимо от режима на орбитална ориентация. Въпреки това му е било трудно да задържи постоянно движещата се земя в центъра на перископа. Използването на йонни сензори за ориентиране на космическия кораб в очертание също очевидно се проваля. На 13-ата орбита Комаров отново съобщава за проблеми с йонните сензори. И така, системата за контрол на ориентацията сега страда от два неуспеха: слънчевият сензор и йонните сензори. След 13-ата обиколка автоматичната система за стабилизация на кораба е напълно извън строя, а системата за управление е само частично ефективна.
Целите на полета на „Союз 2“ се променят и включват разтваряне на слънчевия панел на Союз 1. Въпреки това, през нощта на изстрелването, разразилата се гръмотевична буря на космодрума Байконур засяга електрическата система на ракетата-носител, което води до окончателната отмяна на мисията.

### Приземяване и последствия
Първият опит за намаляване на скоростта и подготовка за приземяване (включване на спирачна тяга ) е направен в 23:56:12 ч. на 23 април 1967 г. с цел кацане на 16-тата обиколка. При това, йонните сензори за отклонение не генерират валидни сигнали, така че системата за автоматично управление потиска изгарянето в спирачния двигател. Това е накарало космическия кораб да остане в орбита и поради това е щял да се появи рано над хоризонта в Тбилиси. Вероятно контактът на телеметрията или радарния транспондер на хоризонта първоначално е предупредил наземните контролери за обезпокоителния факт, че изгарянето не е направено – нещо, което Комаров е можел да провери веднага след като контактът по УКВ бъде възстановен през Тбилиси. Друг опит за възстановяване е направен на 17-тата обиколка с планирана обратна тяга в 1:25:51 ч., но отново не сработва. Японска лаборатория за комуникации съобщава, че е получавала сигнали от „Союз 1“ във времето 0:30 – 1:00 ч. ТАСС отново съобщава, че се е провела връзка с космонавта в 1:50 ч.
След 18 обиколки на Земята Комаров започва приземяване. На 24 април от 2:57:15 до 2:59:38 ч. UTC, когато „Союз 1“ е над екваториалната област на Атлантическия океан, е включен спирачният двигател на кораба за забавяне на скоростта и преминаване на по-ниска орбита. Въпреки техническите трудности до този момент, Комаров все още има възможност да се приземи безопасно. Движи се на североизток и от 3:00 до 3:08 ч. прелита над западното крайбрежие на Африка. Преминава над Средиземно море и когато е над остров Майорка, в 3:09:20 ч. спускаемият апарат се отделя от орбиталния кораб. Никой не установява телеметрична връзка на 20,008 MHz преди отделянето на модула за спускане, което може да бъде причинено от много лошите условия на разпространение на радиовълните в ранните часове на 24 април 1967 г. Предавателите на къси вълни са изключени при разделяне на модула за спускане. Връзката със „Союз 1“ е почти изгубена, макар че по това време космическият кораб е бил над хоризонта. Обсерваторията в Бохум съобщава, че е чула глас от „Союз 1“ в 3:11 – 3:15 ч. В 3:14:09 ч. Първият и единствен контакт с Комаров след успешното включване на спирачния двигател е осъществен от Симферопол в 3:12 ч. Изглежда обаче, че отнема известно време за установяване на контакт. Комаров е докладвал резултатите от успешното забавяне на скоростта. Спускаемият апарат е влязъл в слънчева светлина в 3:13 ч. В 3:14:09 ч. Наземната станция в Симферопол чрез телеметрия отбелязва загуба на височина (Avaria 2 = "Аварийна ситуация 2"), което е индикация от жироскопи в модула за спускане, че отклонението от номиналното положение е по-голямо от 8 градуса. Това отклонение също така е накарало системата за управление да възпрепятства използването на повдигане за ново изкачване. Контактът с космонавта е кратък и последното му съобщение е получено в 3:16 ч. „Союз 1“ е стигнал само 10 градуса над хоризонта.
Фазата на кацане обикновено включва отделяне на модула за спускане 723 секунди след началото на повторното изгаряне в спирачния двигател (T0), разгръщане на парашут на 7 км височина 26 минути след T0 и кацане при T0 + 39 минути и 27 секунди. Според Асиф Азам Сидики кацането е станало в 3:24 UT, т.е. 27 минути след T0  – цели 12 минути по-рано поради загуба на височина и авария. Точката на кацане се намира на 51° 21' 40,62" с.ш. и 59° 33' 44,73" и.д. , приблизително на 67 км източно от Орск, малко на север от границата между Русия и Казахстан. Това съвпада с чисто балистично повторно влизане и без разполагане на парашут.
След навлизането в плътните слоеве на атмосферата, на последния етап на кацане, парашутната система отказва. Поради не окончателно установени причини пилотният парашут на височина 7 км (със скорост около 220 м/сек) не може да извади основния парашут от улея. Заради този дефект основният парашут на кораба не се разтваря. Тогава Комаров активира ръчно разгъването на резервния, който успешно се разтваря на височина 1,5 км, но се заплита с другия – въжетата му се увиват около неразтворения парашут на основната система и не се запълва с въздух. В резултат на това само частично намалява скоростта и спускаемият апарат на „Союз“ пада на Земята около Орск в Оренбургска област почти свободно с около 40 – 50 м/сек (144 – 180 км/ч). Комаров загива при удара, при който е имало експлозия и интензивен огън, който е обхванал капсулата. Повредени са резервоари с водороден прекис, който като силен окислител влошава пожара.
Спасителен хеликоптер забелязва спускаемият апарат отстрани с разстлания по земята парашут. След това обаче започват да се изстрелват ретроракети, тъй като те е трябвало да се активират няколко минути преди докосване, което засяга спасителите. Когато те кацат и се приближават, спускаемият апарат е в пламъци с черен дим, изпълващ въздуха и потоци от разтопен метал, капещ отвън. Към този момент е било очевидно, че Комаров не е оцелял, но е нямало кодов сигнал за смъртта на космонавт, така че спасителите изстрелват сигнална ракета, призоваваща за медицинска помощ. След това друга група спасители в самолет пристигат и се опитват да потушат пламтящия спускаем апарат с преносими пожарогасители. Това се оказва недостатъчно и вместо това те започват да използват лопати, за да хвърлят пръст върху него. Цялата основа на капсулата изгаря. След това спускаемият апарат се разпада напълно, оставяйки само купчина отломки, покрита с входния люк и почти напълно изгаря. Когато най-после пожарът приключва, спасителите успяват да прекопаят развалините, за да открият останките от тялото на Комаров, приковани в централната седалка. Спасителят Николай Петрович Каманин пише в дневника си: 

След един час разкопки открихме тялото на Комаров сред останките на кораба. Отначало беше трудно да се разбере къде е главата, къде са ръцете и краката. Очевидно Комаров е загинал, когато корабът се е ударил в земята, а огънят е превърнал тялото му в малка овъглена бучка с размери 30 на 80 сантиметра.

Лекарите обявяват, че причината за смъртта е от множество тъпи наранявания. Тленните останки са транспортирани до Москва за официална аутопсия във военна болница, където е проверена причината за смъртта, за да съответства на заключенията на полевите лекари.
Координатите на мястото на катастрофата на „Союз 1“ са 51,3609 ° с. ш. и 59,5624 ° и.д., което е на 3 км западно от Карабутак, Оренбургска област, на около 275 км източно-югоизточно от Оренбург в Руската федерация. На мястото има паметник-паметник под формата на черна колона с бюст на Комаров на върха, в малък парк край пътя. 
Осем години след смъртта на Комаров започва да циркулира история, че Комаров проклина инженерите и летищния персонал и говори на жена си, докато слиза,  и тези предавания са получени от слушалка на американската АНС близо до Истанбул  Историци като Асиф Азам Сидики смятат това за невярно. 
Комаров е посмъртно награден с втора златна звезда на Герой на Съветския съюз. Направено му е държавно погребение и прахът му е погребан в некропола на Кремълската стена на Червения площад в Москва. 
Това бедствие е първият случай на човешка смърт в полет в историята на пилотираната космонавтика.

### Причини за катастрофата
Крайната причина за отказа на основния парашут не е изяснена, най-често споменаваните причини са:
- Нарушение на технологията в завода: при подготовката на превозното средство за боядисване полираната тава за изхвърляне на улея не е била покрита с намаслена хартия. Вътрешната повърхност на таблата е боядисана заедно със спускаемия апарат, на мястото за спускане, поради нагряването на апарата във въздуха, боята става лепкава и пилотният парашут не е могъл да извади залепения основен парашут.
- Върху полираната тава са могли да се утаят летливите фракции на термозащитния химикал по време на полимеризацията му в автоклава поради факта, че подизпълнителите са закъснели при производството на капаците на парашутните контейнери и контейнерите по време на тази процедура са били покрити с импровизирани материали и, подобно на предишния случай, вътрешната повърхност на тавата стана лепкава, във връзка с което пилотният парашут не може да извади залепения основен парашут.
- Разгледан е и вариантът на деформация на стените на парашутната тава в полет поради спада на налягането.

След разследването на причините за инцидента от космическия кораб "Союз", парашутната система е модифицирана – технологията за боядисване и термична защита е променена, контейнерите са разширени, стените им са удебелени.

## Резултати
След катастрофата на "Союз-1", последвана от прекъсване на пилотирани полети за една година и половина, дизайнът на кораба е значително преработен, за да се повиши неговата надеждност. Извършени са 6 безпилотни стартови разработки, включително през 1967 г. първото автоматично скачване от два "Союз" ("Космос -186" и "Космос-188"). Трагедията със „Союз“ забавя старта на „Союз 2“ и „Союз 3“ с година и половина. В добавка и експлозията на една безпилотна ракета Н-1 на 3 юли 1969 г. окончателно провалят съветските планове за първо кацане на космонавт на Луната.
През 1968 г. пилотираните полети са възобновени, а през 1969 е извършено първото пилотирано скачване по програмата, която не е завършена през 1967 г. (корабите „Союз 4“ и „Союз 5 ") и групов полет от три кораба наведнъж. Мисията на „Союз 1“ и „Союз 2“ в крайна сметка е осъществена от Союз 4 и Союз 5.
Макар че не успява да достигне Луната, „Союз“ продължава да се развива. Той е основа на програмата Зонд, единствено превозно средство за станциите Салют, Мир и от 2011 г. за МКС. Въпреки че с кораба се случва още една трагедия (Союз 11 през 1971 г.) и няколко по-малки и големи инциденти, „Союз“ е един от най-дълго е експлоатираните и надеждни пилотирани космически кораби.